# 堀川用水
堀川用水（ほりかわようすい）は、筑後川右岸の福岡県朝倉市にある農業用の用水路。国の史跡に指定されている。
旧朝倉町及び甘木市にある計664 haの水田を潤している。
床島用水、大石長野用水、袋野用水とともに「筑後川四大用水」の一つに数えられ、そのうち最も古く開削されたものである。現在の管理者は山田堰土地改良区である。

## 概要
水路は江戸時代前期の1663年（寛文3年）に福岡藩士の木村長兵衛、魚住五郎右衛門によって着工され、翌年に竣工した。現在の取水口は朝倉市山田にある山田堰（やまだぜき）である。用水の途中には分岐点（田中突分）があり、山田堰から約11 km伸びた本線はここで北線と南線とに分かれる。うち北線は最初からの堀川用水であり、南線は1764年（明和元年）に古賀十作義重（古賀百工（こがひゃっこう）、1718年 - 1798年）によって完成されたもの（新堀川）である。
沿線には日本最古の実働する水車である三連水車1基、二連水車2基があり、「朝倉の三連水車」で昭和62年度手づくり郷土賞「水辺の風物詩部門」受賞。1990年に用水路とともに「堀川用水及び朝倉揚水車」として国の史跡に指定された。また、「堀川用水」は2006年には農林水産省の疏水百選に、「山田堰」は2012年に土木学会の土木学会選奨土木遺産に、「山田堰、堀川用水、水車群」は2014年（平成26年）9月には国際かんがい排水委員会が認定する「かんがい施設遺産」にそれぞれ選定・登録された。2017年3月に、「堀川の環境を守る会」と「山田堰土地改良区」が、「郷土の宝・財産「山田堰・堀川用水・水車群」を地域で守ろう」で国土交通省の平成28年度手づくり郷土賞大賞を受賞した。

## 歴史

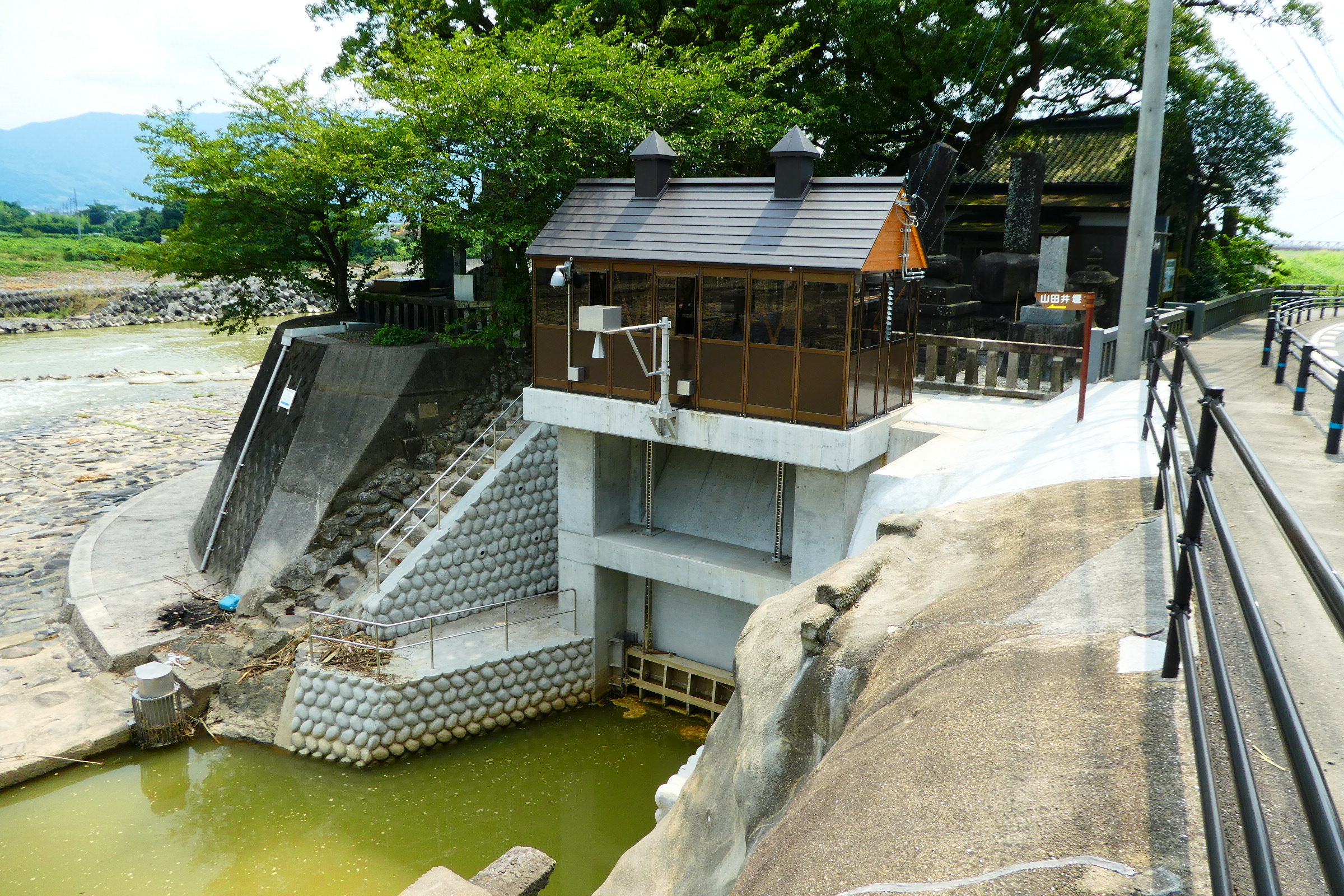
現在の切貫水門

江戸幕府において、各藩は財政状況を改善するために、新田開発を推進する政策を取り始めた。江戸時代初期には水田の面積が小さく、日照時間も長く、蝗害や筑後川による洪水も度々発生し、作物が取れない状態にあった旧朝倉町一帯は、この堀川用水の建設により穀倉地帯に変貌した。福岡藩は1662年（寛文2年）の干ばつを契機に、安定した稲作を営むために1663年に藩士の木村長兵衛、魚住五郎右衛門に現在の山田堰のおよそ20 m下流に用水路を作らせ、翌年に竣工した。筑後川の水を導入することにより、上座郡古毛村から下座郡城力村までの2里、9か村の150町歩余りが開田されたという。
しかし、取水口における土砂の堆積が発生したため、1722年（享保7年）に福岡藩士の川崎伝次郎、麻生四郎右衛門によって取入口の移動が行われた。現在の山田堰の隣にある筑後川右岸の岩盤に長さ11間、内法5尺四方のトンネルを鑿でくり抜き、切貫水門（きりぬきすいもん）とした。この工事は難工事であったため、守護神として水神を祈る水神社を水門の上で作られた。
1759年（宝暦9年）、新田が増加しすぎた原因で堀川用水の水量は不足し、下流の田には水が来なくなった。また、用水が通っていない上座郡南西部の数カ村はいつも干ばつ状態にあったため、当時の下大庭村庄屋であった古賀百工は堀川用水の改修及び新堀川の開削について考え始めた。村人の協力を得て測量を行った上、計画書を作成し、藩庁に提出した。上座郡奉行嶋井市太夫が検分した結果、用水路の幅の拡張、新堀川の掘削、取水口の拡張、突堤井堰の嵩上げが実施されることとなった。まず切貫水門は約2倍の10尺四方に切拡げられ、堀川用水による灌漑面積は218町9反歩に増加した。一方、上座郡田中村付近の堀川用水に分岐点を設け、そこから南西方向へ分岐する新堀川の開削工事は、5年をかけて1764年（明和元年）にようやく完成した。新堀川の通水により、堀川用水を水源とする水田の面積は約370町歩までに広がった。
山田堰は筑後川の対岸まで伸びていなかったため、堀川用水に流入する水量も不安定であった。1787年に、70歳の古賀百工は庄屋としての責任から、筑後川取水口の全面改修の必要性を感じた。堰を川幅いっぱいに広げ、多量の水を堀川に注ぎ込むことができれば、上座郡・下座郡一帯は永久に干ばつに見舞わないと思い、現在の山田堰のような石畳の絵図を作成した。1790年（寛政2年）に、福岡藩は古賀百工に対し、山田堰大改修の命令を下した。同年に工事が完成された後、堀川用水は487町9反の農地を潤すことができて、約120町歩の新田が開発された。
筑後川は頻繁に洪水を起こすので、山田堰も1874年、1885年、1953年、1980年に被災したが、その都度改修が行われ現在も昔の面影を留めている。1980年の水害では山田堰の42%が被災したが、県が6億5,000万円を投じて総張石コンクリート造で原形復旧させた。しかし、2017年7月5日の平成29年7月九州北部豪雨では、水車群付近に大量の流木と土砂が流れ込み、水車は停止したが、原形は留めていた。その後、市と山田堰土地改良区による復旧作業が行われ、約1か月後の8月2日午前5時に通水・稼働が再開された。

### 年表
- 1663年（寛文3年） - 堀川用水の開削工事着工。[18]
- 1664年（寛文4年） - 堀川用水竣工[18]、150 haを開田[4]。
- 1722年（享保7年） - 取水口を恵蘇八幡宮前から12間（21.6 m）上流の現在地に移動、切貫水門とする[18]。灌漑面積220 haとする。[4]
- 1759年（宝暦9年） - 切貫水門を拡大。[18]
- 1764年（明和元年） - 堀川用水を延長し、灌漑面積を370 haとする。[4][18]
- 1789年（寛政元年） - 菱野の三連水車が完成。[4][19]。
- 1790年（寛政2年） - 下大庭村庄屋古賀百工により山田堰が完成[4]。
- 1913年（大正2年） - 大福村他3ヶ村堀川土木組合が設立[4]。
- 1955年（昭和30年） - 大福村他3ヶ村堀川土木組合が廃止、朝倉郡山田堰土地改良区が設立[4]。
- 1981年（昭和56年） - 山田堰の大改修[4]。
- 1990年（平成2年） - 「堀川用水及び朝倉揚水車」として国の史跡に指定[4]。
- 2006年（平成18年） - 農林水産省の疏水百選に認定[4]。
- 2008年（平成20年） - 「堀川の環境を守る会」が結成[4]。
- 2014年（平成26年） - 国際かんがい排水委員会が認定する「かんがい施設遺産」に登録[4]。

## 山田堰

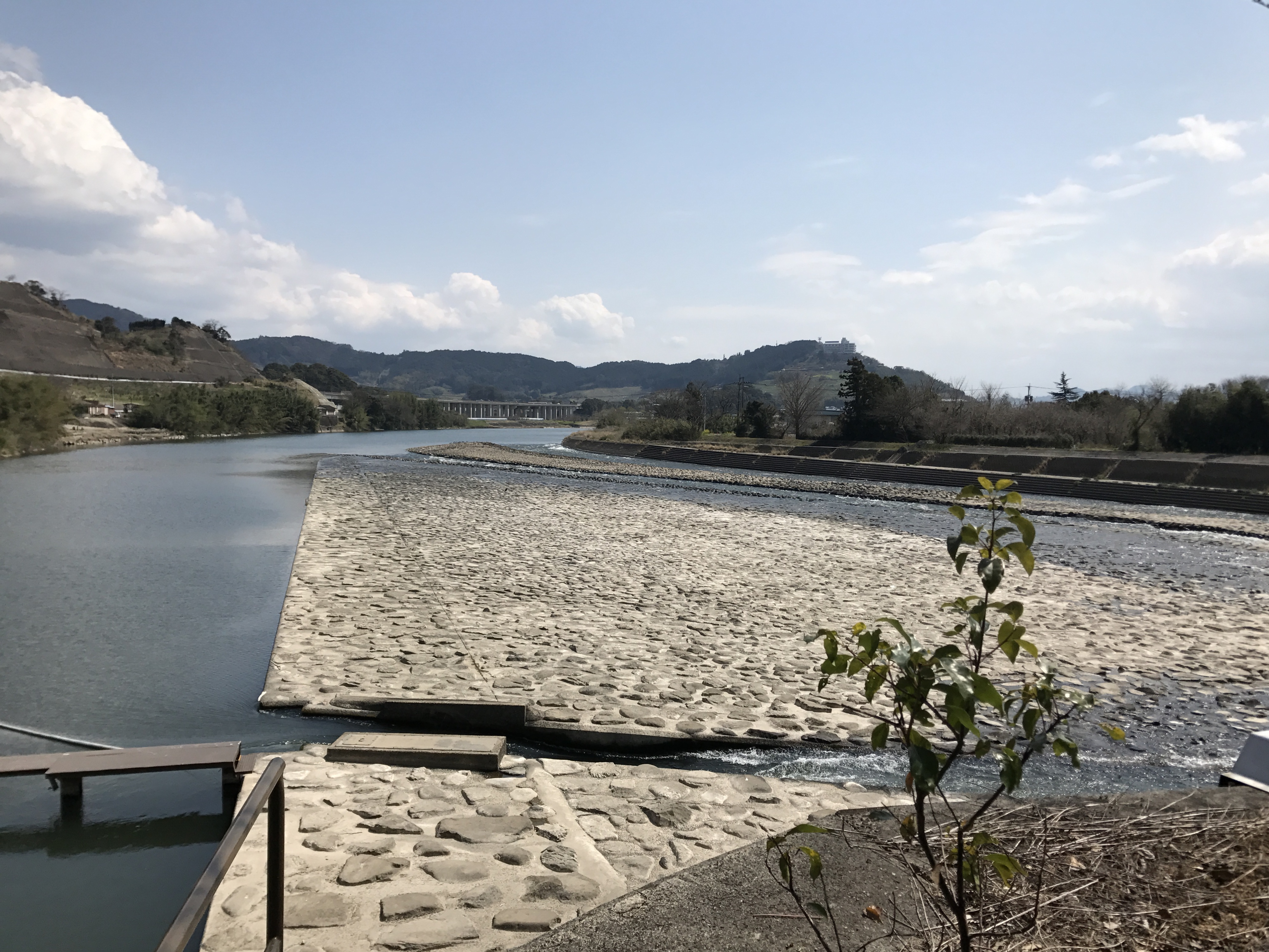
水神社境内から望む山田堰

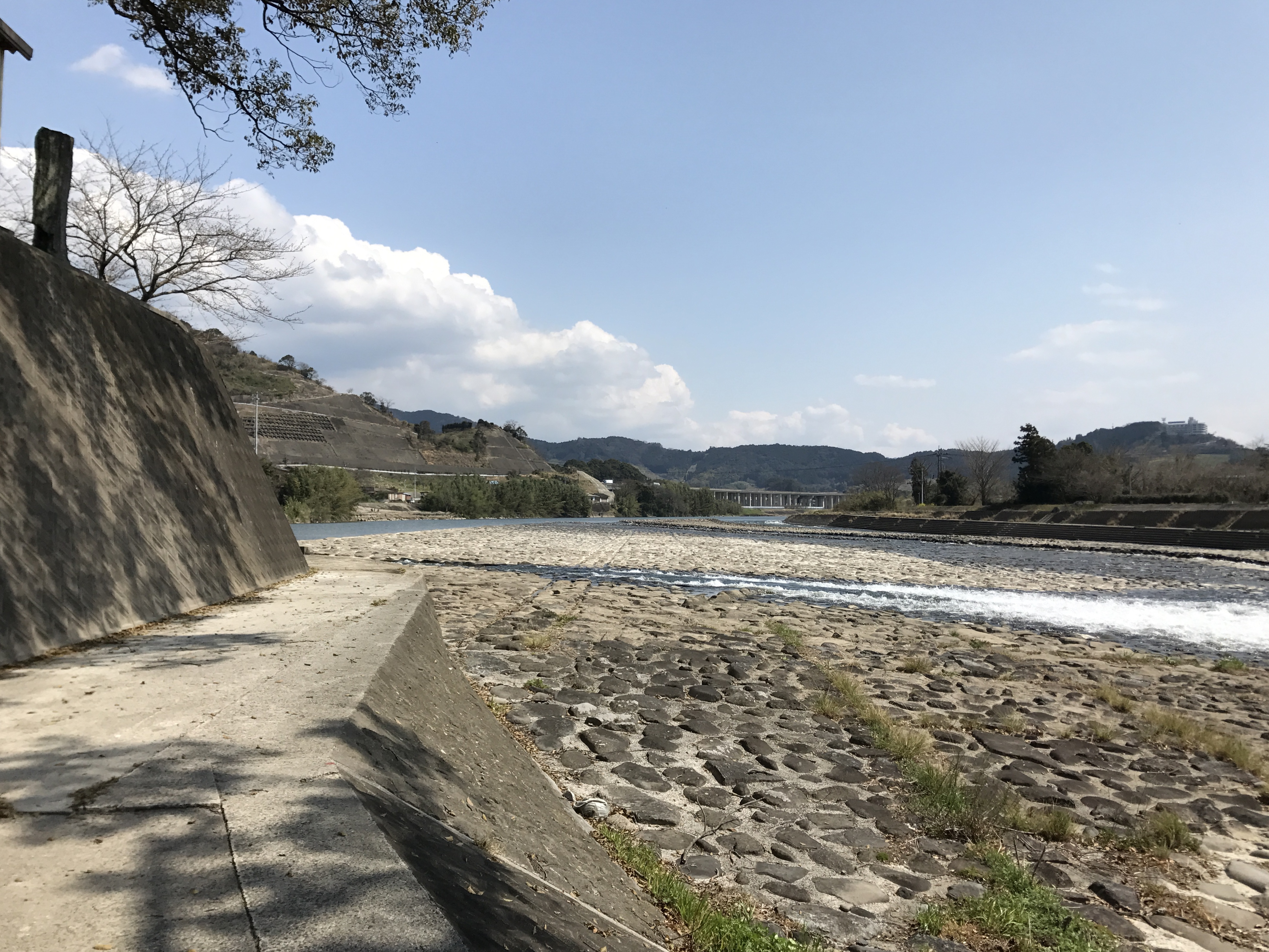
筑後川の河川敷から望む山田堰

山田堰（やまだぜき）は、朝倉市山田（旧朝倉郡朝倉町）の筑後川（河口から55.2 km）にあり、表面積7,688坪（25,370m2）の石堰（頭首工）である。築造時は空石張（からいしばり）構造で、堰の長さは350 mであった。1980年（昭和55年）の洪水被災時に練石積（石と石の間をコンクリートやモルタルで固めた構造）に改修され、堰の長さは176.6 m、幅は47 mである。施設として土砂吐き（水吐通し）、かつては河川舟運に使われた舟通し、魚道各一つがある（中舟通し、南舟通しがともに魚道を兼ねるという捉え方もされる）。
この堰は、全国唯一の傾斜堰床式石張堰である。構造的特徴は、以下の3点がある。
1. 堰の前壁は水筋に対し、約20度の角度をもって斜めに配置し、水流が激しい筑後川の水圧を緩和する治水構造としている。
2. 突き当たりの取水口へ水流が勢いよく行かないように、河川水を導流するために高低差のある構造物をうまく配置している。最も水の抵抗が強い南船通し水路側の石積みを高くし、それから中央部までを低く、更に水門取水口付近へ向かって石畳を次第に高く勾配をつけ、石畳表面の中央部に緩やかな勾配をつけている。そのくぼみで余水吐きの働きをさせ、堰体に強い水圧を加えない一方、取水口に十分な水量を送ることができる[10]。堰は石畳で覆われるため、河川流量が増加した際に跳水を起こし水勢を殺す機能も持つ[22]。
3. 舟通しと魚道、土砂吐きからの水流を堰の末端部で合流させて減勢させる構造を作り出している。

### 海外での採用例
土木学会選奨土木遺産に選出されたほか、山田堰及び堀川用水は利水構造として、NGOペシャワール会代表の中村哲医師らによる農地開発事業における取水構造物及び水路の建設モデルになり、アフガニスタン復興支援の灌漑用水モデルとして活用されている。また、JICAを通して、アフガニスタン水・エネルギー省の副大臣など、日本国外からの見学者もいる。
アフガニスタンで作られたマルワリード用水路はクーナル川を水源とし、PMS（ピース・メディカル・サービス・ジャパン）により、2003年3月から2010年までの約7年間をかけて完成させたものである。全長が25.5 kmであるこの用水路の稼働により、約3,000 haの荒廃地が農地に変貌した。
堤防公園には中村の記念碑が2021年2月に建てられた。中村が山田堰をアフガニスタンに応用しようと考えたのは、地元住民だけで維持管理できるためである。

## 水門と水神社

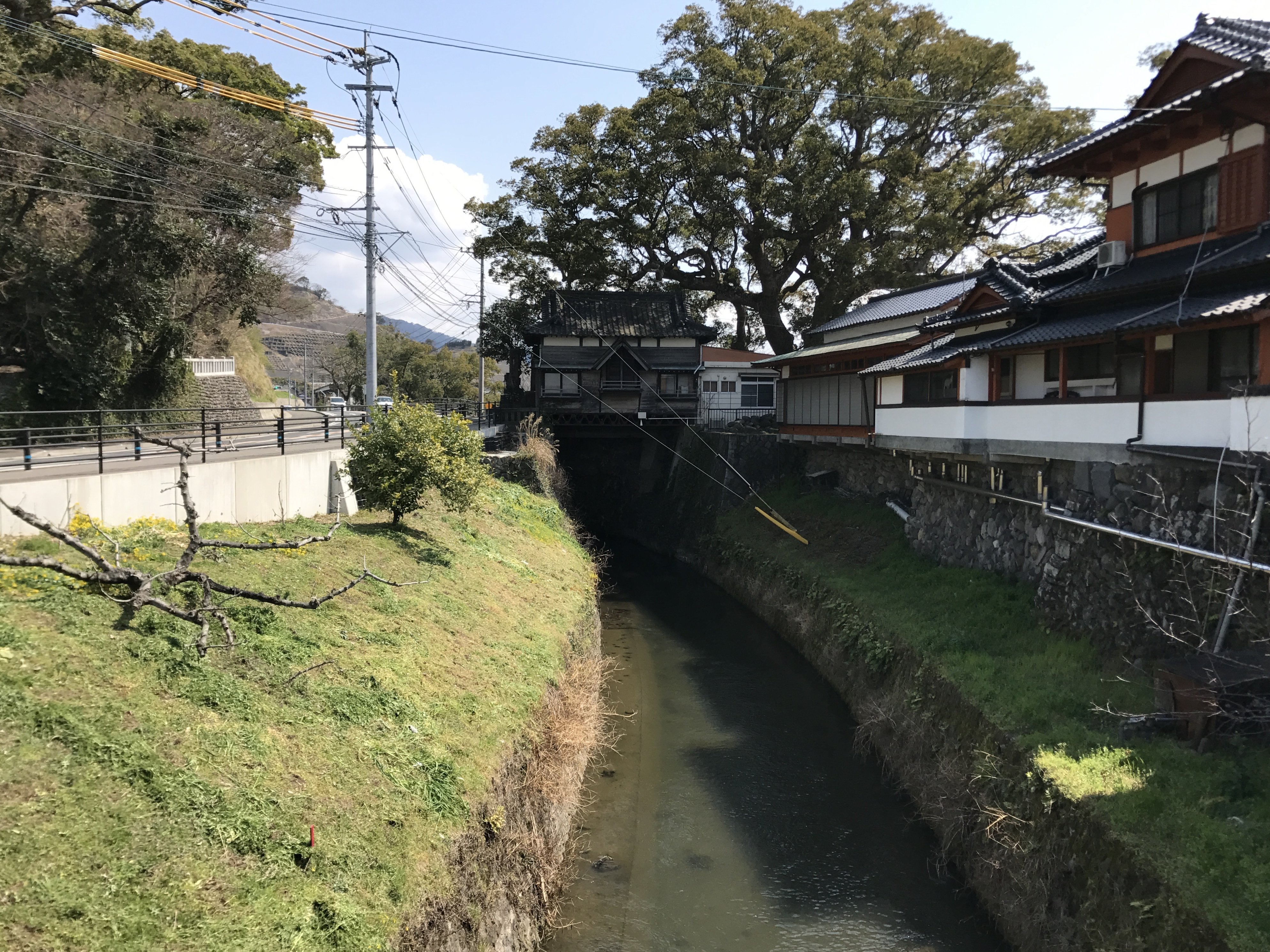
用水側から望む水門と水神社

前述のように、現在の切貫水門は1つの岩盤を掘って作ったトンネルであり、内法は10尺四方である。また、トンネルの吐き出し口付近の水底は、堀川の川底より低く作られ、取水口から流入した水はサイフォンのような勢いで吹き上げられ、土砂が水門内に堆積しないような工夫が施されている。
水神社はこの岩盤の真上にあり、境内のクスノキは1963年（昭和38年）に福岡県指定天然記念物に指定された。
毎年の6月17日に、水神社では山田堰通水式が行われる。朝9時30分に宮司による神事が始まり、その後、水神社境内真下の水門が開かれる。堀川用水に進入した水は15分ほどかけて、約2 km離れた水車群に到達し、水車が稼働し始める。

## 朝倉揚水車
朝倉の揚水車はおよそ1760年代から80年代に設置されたもので、日本最古の実働する水車である。現在は3か所にあり、所在地の集落名を取り、上流側からそれぞれ菱野水車（ひしのすいしゃ）、三島水車（みしますいしゃ）、久重水車（ひさしげすいしゃ）と呼ばれる。もとは4か所あったが、最上流の水車は水路末端への影響から電動揚水機に変更された。うち菱野水車は三連水車で、ほかの2基は二連水車である。灌漑面積は合計約35 haであり、稼働期間は毎年の6月17日から10月の中旬まで、稲の作付け期間とほぼ重なる（水田から水を一時的に落とす中干し期間の7月下旬 - 8月初旬の約1週間は小休止する）。また、地元の職人により、水車は5年ごとに作り替えられ、その技術も継承されている。
菱野三連水車は1分間で6,100 Lの水を汲み上げることができる。汲み上げた水は樋で集めた後、地中に埋まっているサイフォンにより高所へ送水される。
元々、この地の山側には自然流入では灌漑不可能である小高い土地も存在するため、高所へ送水するための揚水車がこの時期に生まれた。揚水車の原型は筑後国三瀦郡大莞村で発明された足踏式の水車とされるが、人力による高所への送水が不可能であるため、流速が速い堀川用水の水流の力を利用し、1788年（天明8年）までに上流部の菱野村を中心に3基の二連揚水車を設置した。うち菱野揚水車の灌漑面積は13町5反、三島揚水車は10町5反、久重揚水車は11町、計35町であり、これらの水車の設置により高所の土地も水田化されることになった。揚水車の設置年代は1759年（宝暦9年）の用水改修のすぐ後とされ、のち菱野の揚水車は1789年（寛政元年）に増設され、三連になったという記録も残っている。

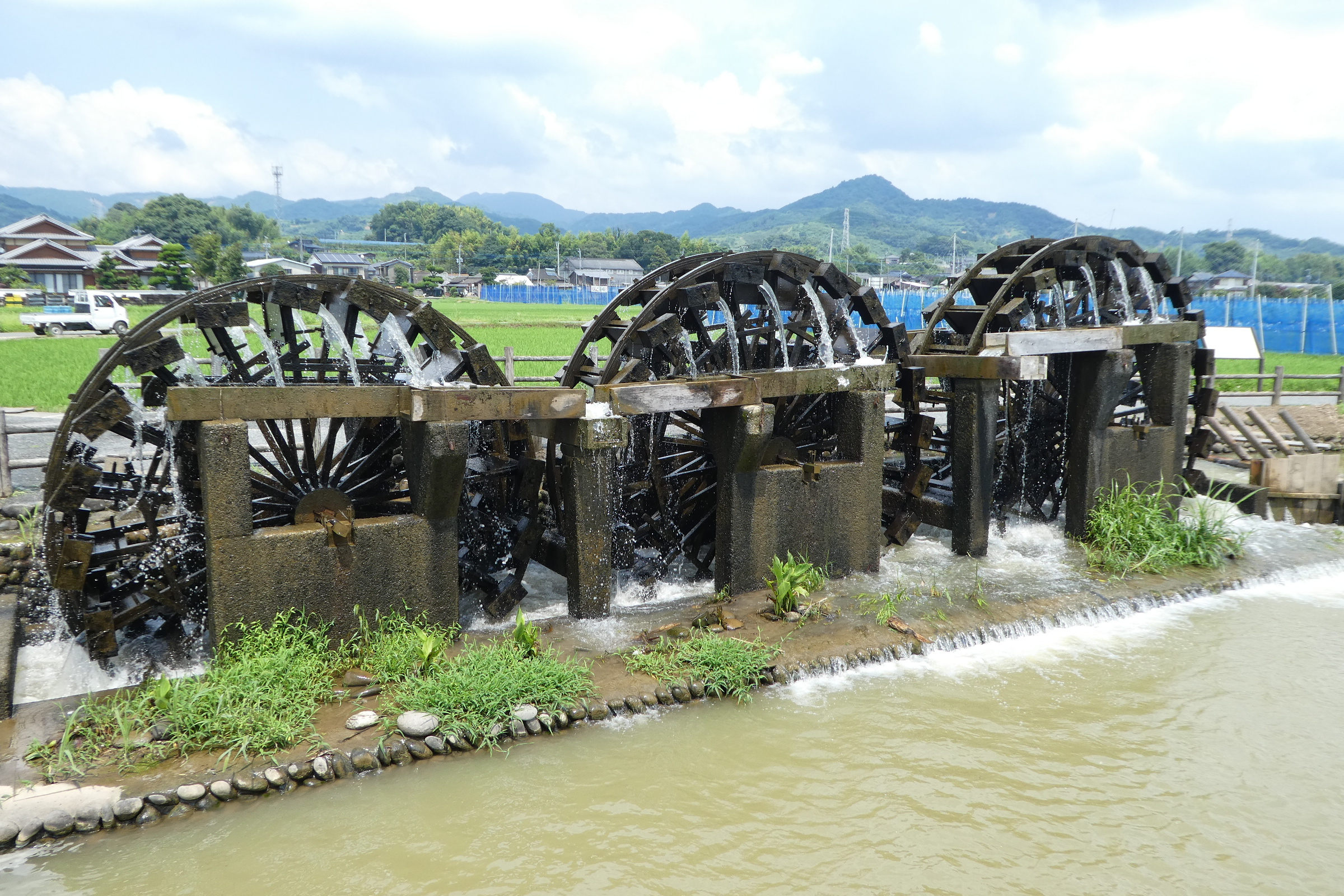
稼働期の菱野の三連水車
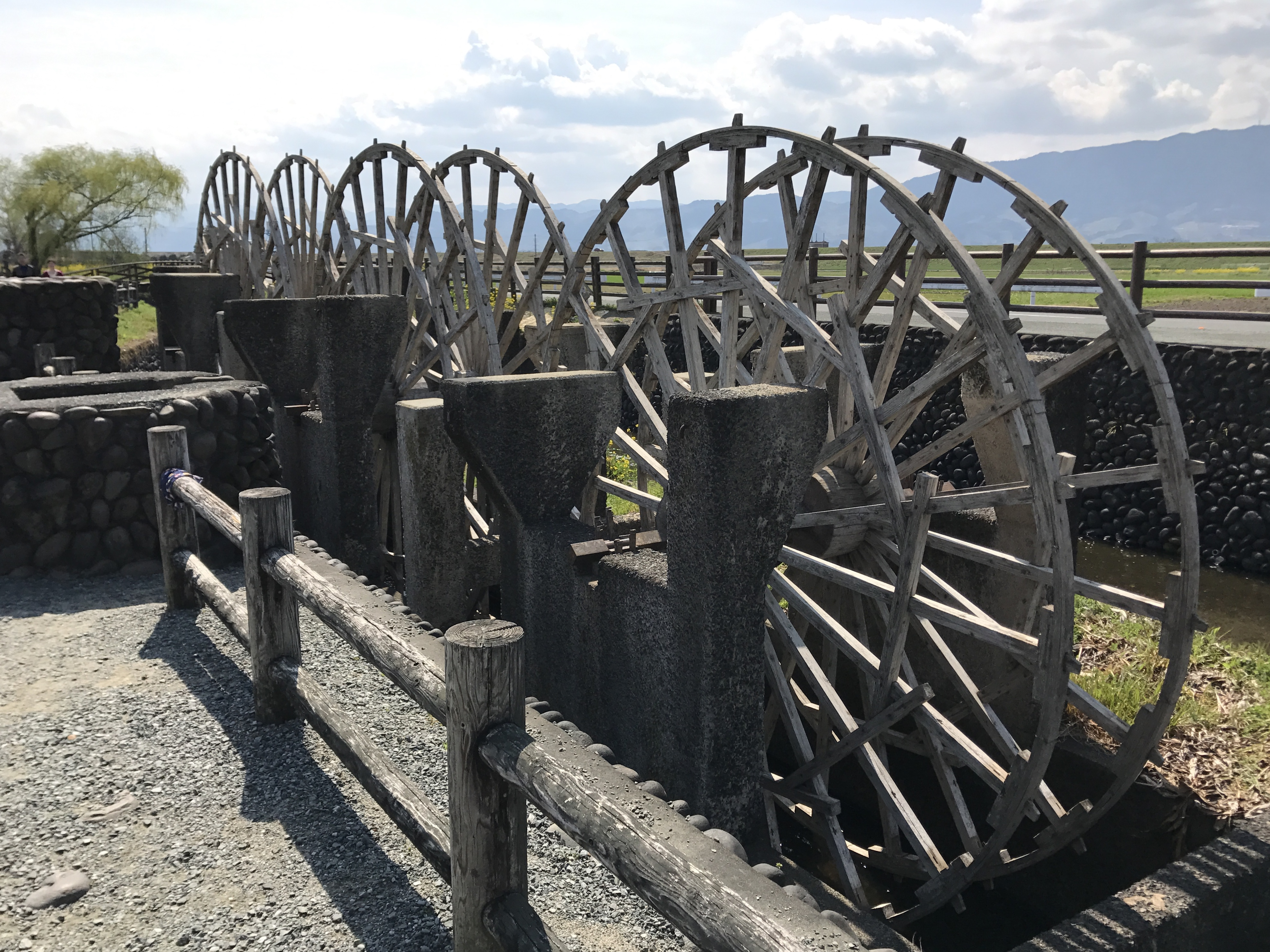
非稼働期の菱野の三連水車。水を汲み上げる柄杓・羽根板などが取り外された。
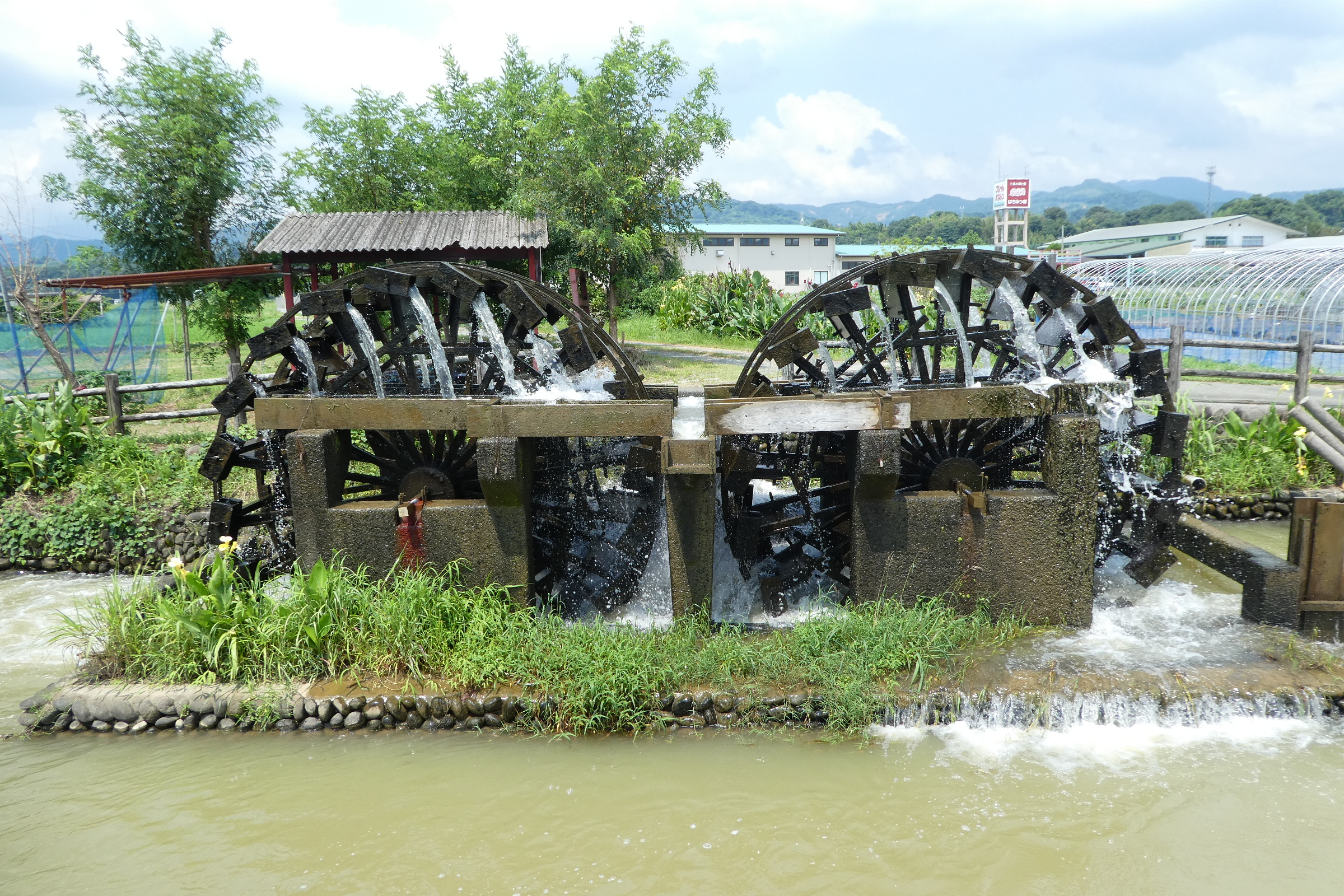
稼働期の三島二連水車
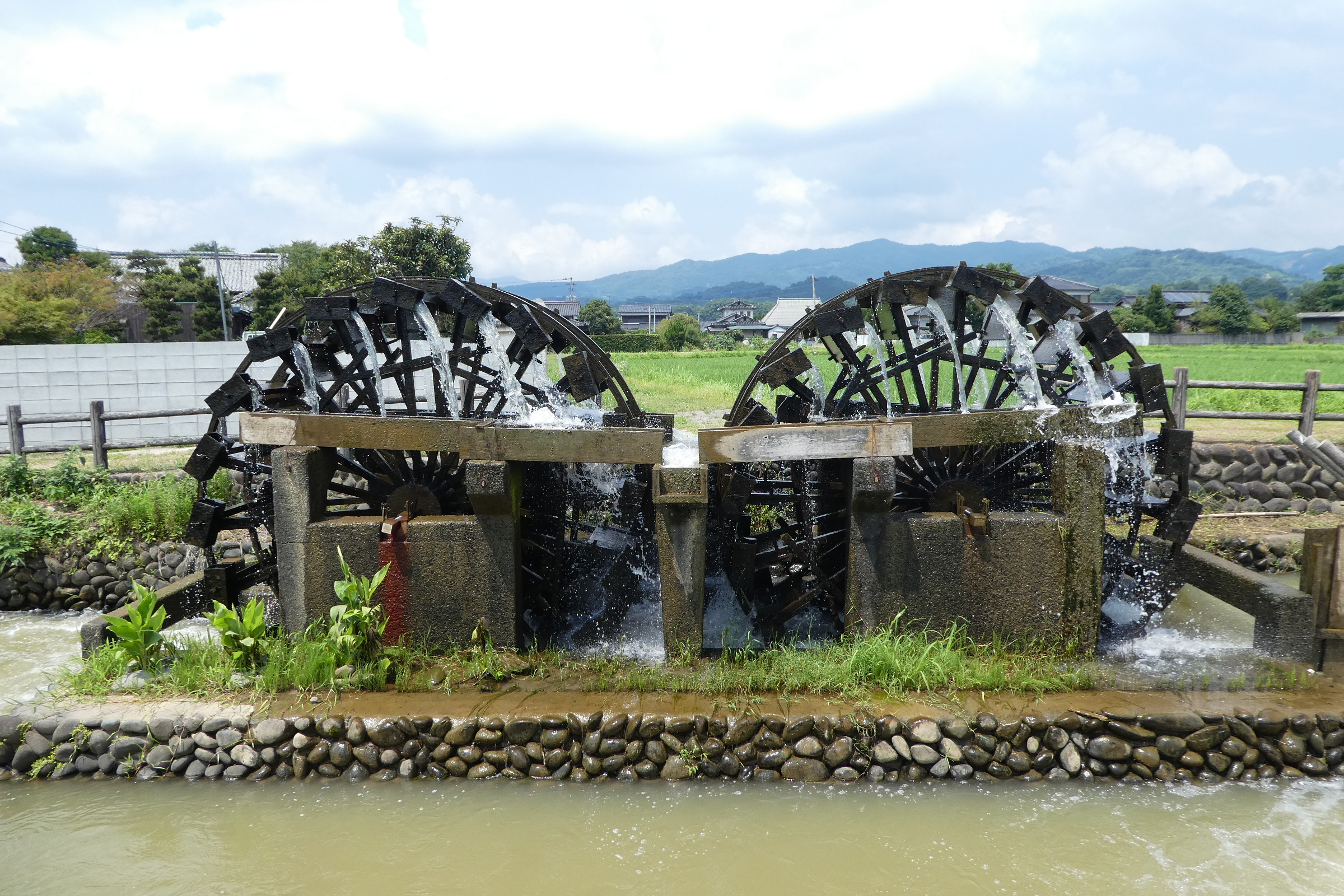
稼働期の久重二連水車
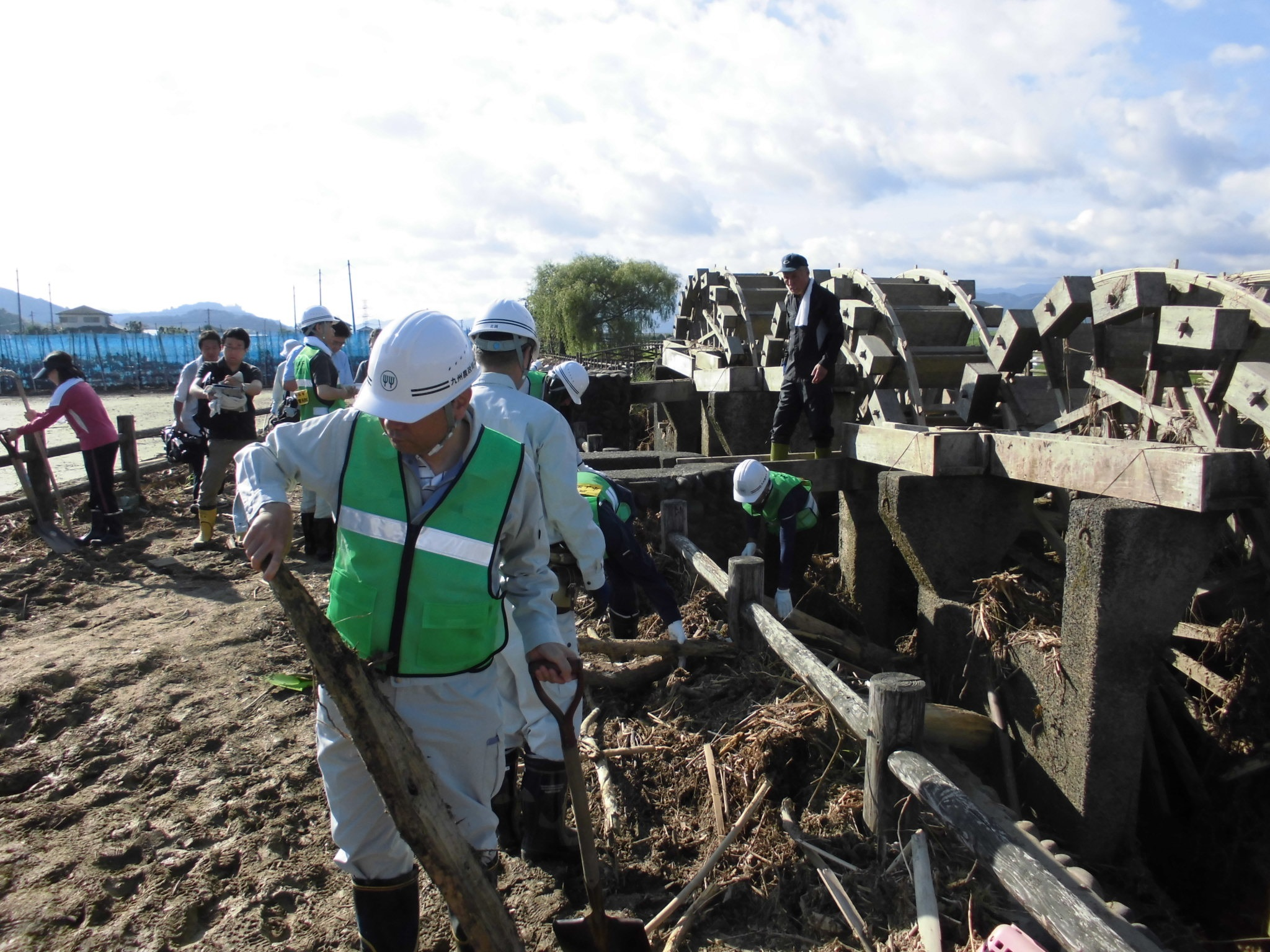
平成29年7月九州北部豪雨の後の除去作業

|              | 上車（上流側の水車） | 中車（中間の水車） | 下車（下流側の水車） |
| ------------ | -------------------- | ------------------ | -------------------- |
| 直径         | 4.76 m               | 4.30 m             | 3.98 m               |
| 幅員         | 1.50 m               | 1.50 m             | 1.50 m               |
| 柄杓数       | 24個 × 2列           | 22個 × 2列         | 20個 × 2列           |
| 日の脚数     | 24本 × 2列           | 22本 × 2列         | 20本 × 2列           |
| 蜘蛛手数     | 12本 × 2列           | 11本 × 2列         | 10本 × 2列           |
| 一回転時間   | 約15秒               | 約10秒             | 約8秒                |
| 一回転汲水量 | 386 L                | 354 L              | 321.6 L              |
| 一分間汲水量 | 1,544 L              | 2,144 L            | 2,412 L              |

## 交通アクセス
- 久大本線筑後吉井駅から車で10分[5]
- 西鉄天神大牟田線朝倉街道駅から西鉄バス杷木行きに乗車。三連水車へは「菱野」[31]、山田堰へは「恵蘇宿」下車[32]。
- 大分自動車道朝倉インターチェンジから車で5分[5]